# Monastère de Batalha
Pour les articles homonymes, voir Batalha.
Le monastère de Santa Maria da Vitória, plus connu sous le nom de monastère de Batalha (portugais : Mosteiro da Batalha), se trouve à Batalha au Portugal.
Édifié pour commémorer la victoire des Portugais sur les Castillans à la bataille d'Aljubarrota en 1385, le monastère des dominicains de Batalha fut pendant deux siècles le grand chantier de la monarchie portugaise où se développa un style gothique national original, profondément influencé par l'art manuélin, dont le cloître royal, véritable chef-d'œuvre, est l'illustration parfaite. Le monument a été classé au patrimoine mondial de l'UNESCO.

## L'édification du monastère
En 1386, Jean Ier de Portugal, vainqueur d'Aljubarrota, lance la construction d'un monastère, en remerciement à la Vierge Marie. 

Façade principale du monastère.
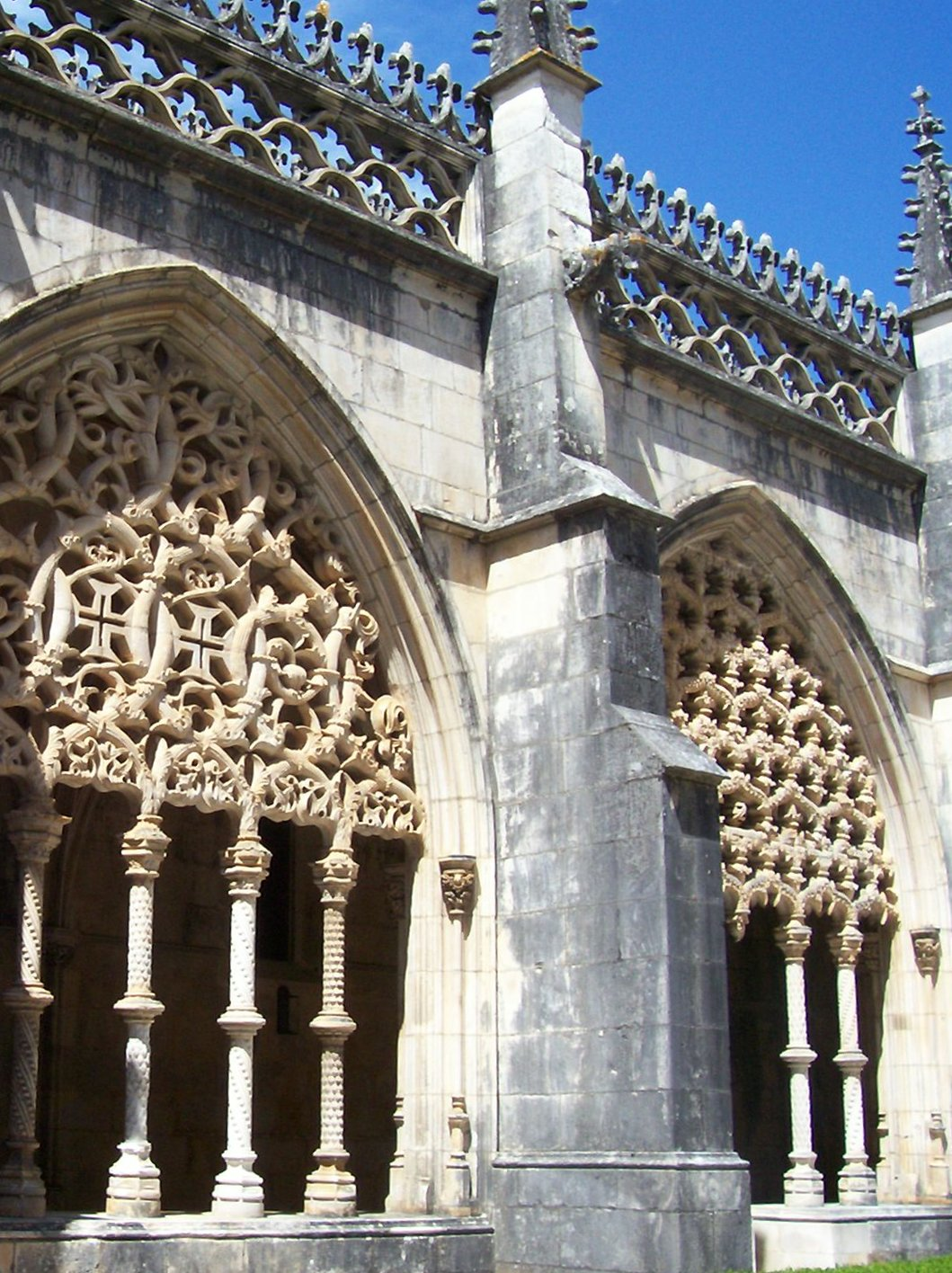
Le cloitre.
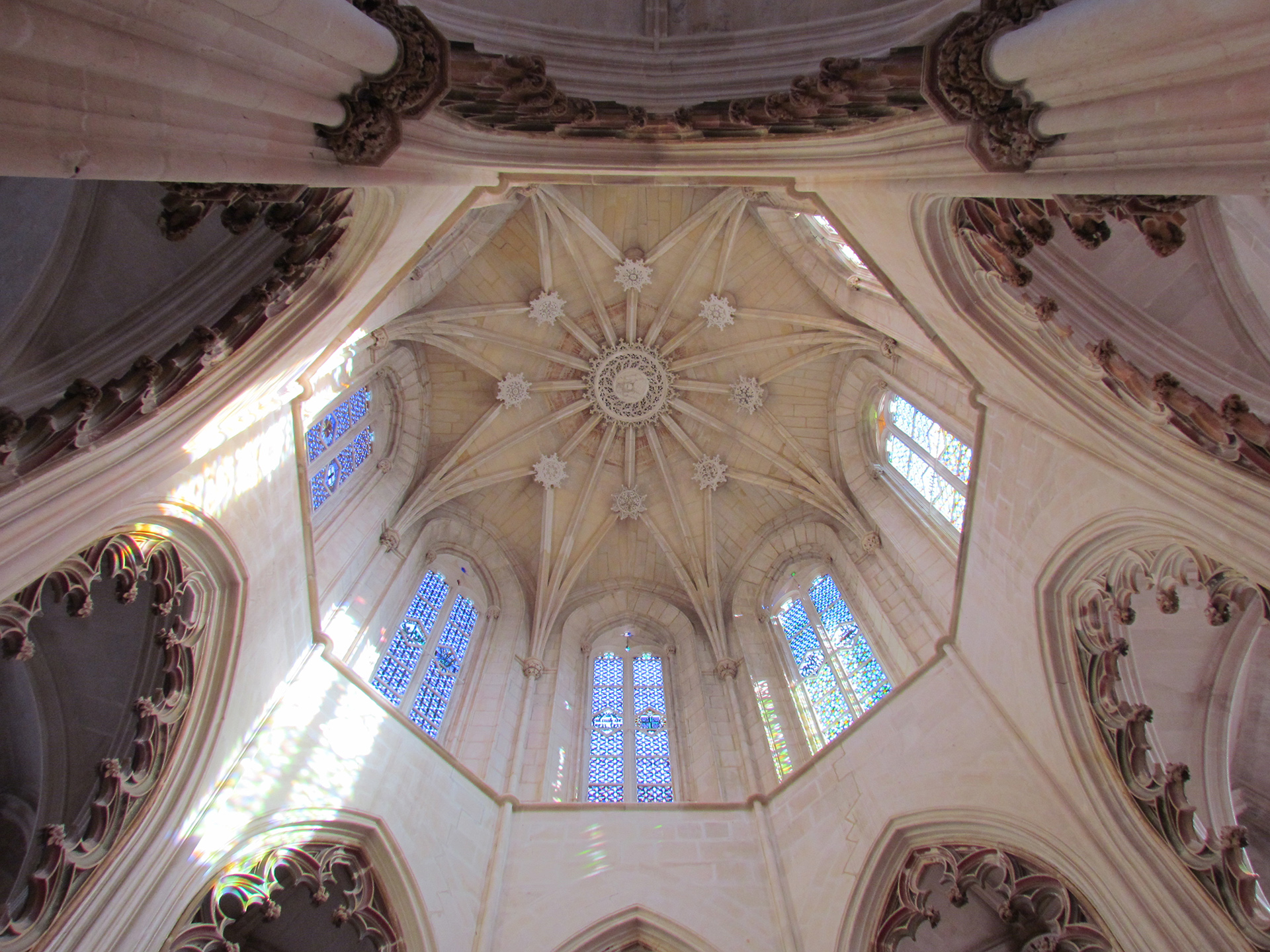
Chapelle du fondateur, monastère de Batalha, Portugal.
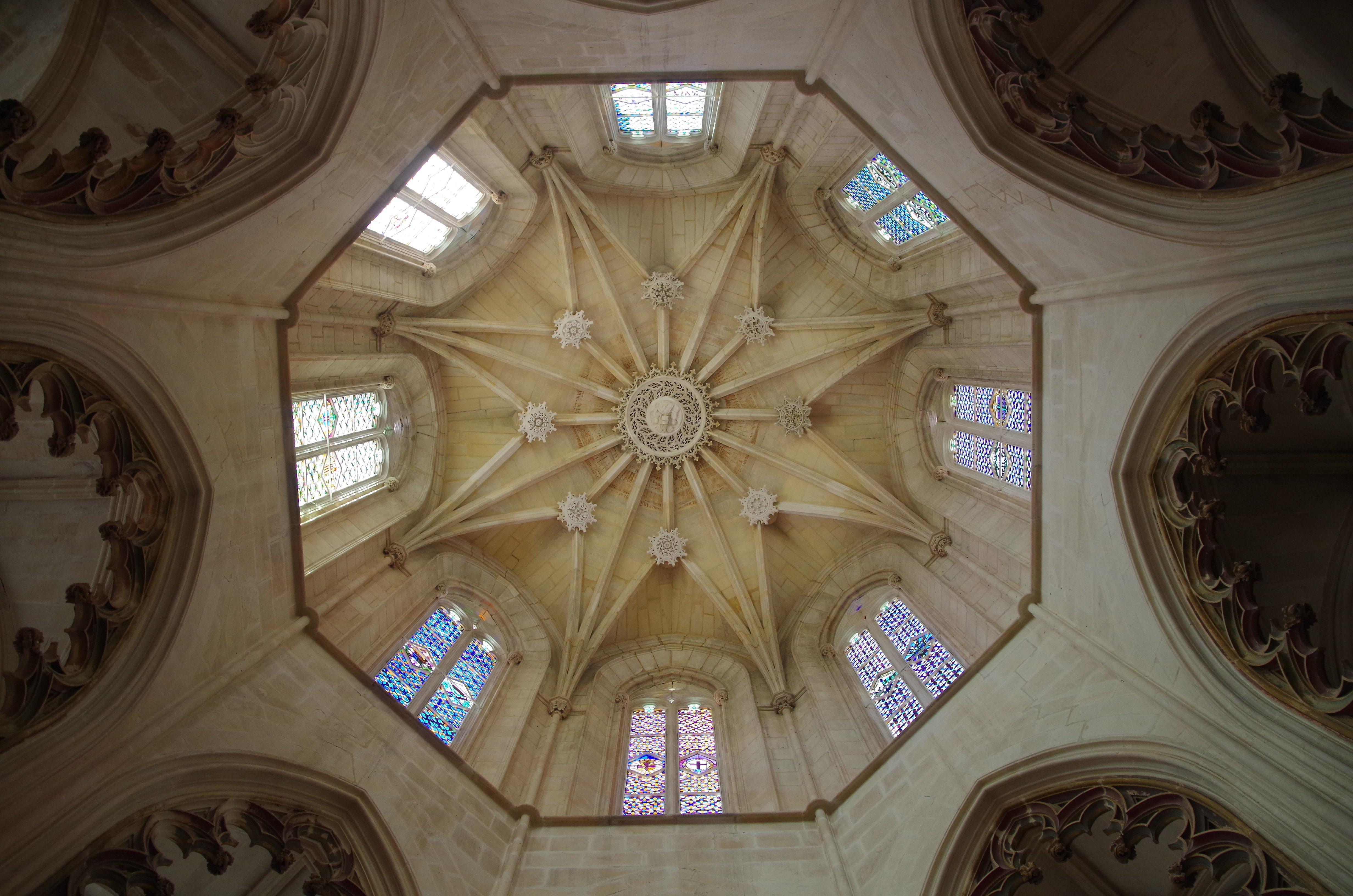
Coupole en style gothique tardif à la chapelle du fondateur.
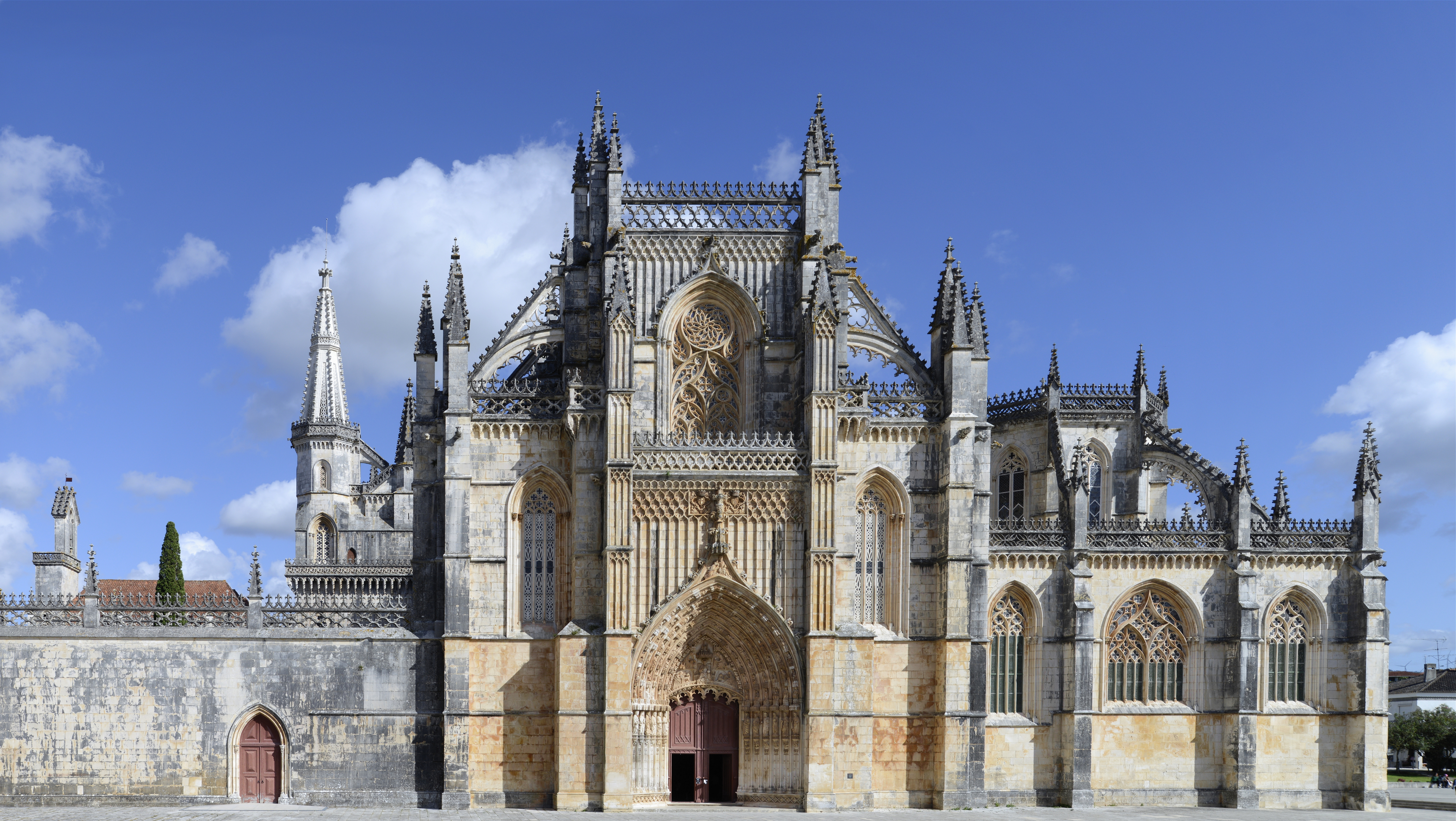
Façade principale du monastère.
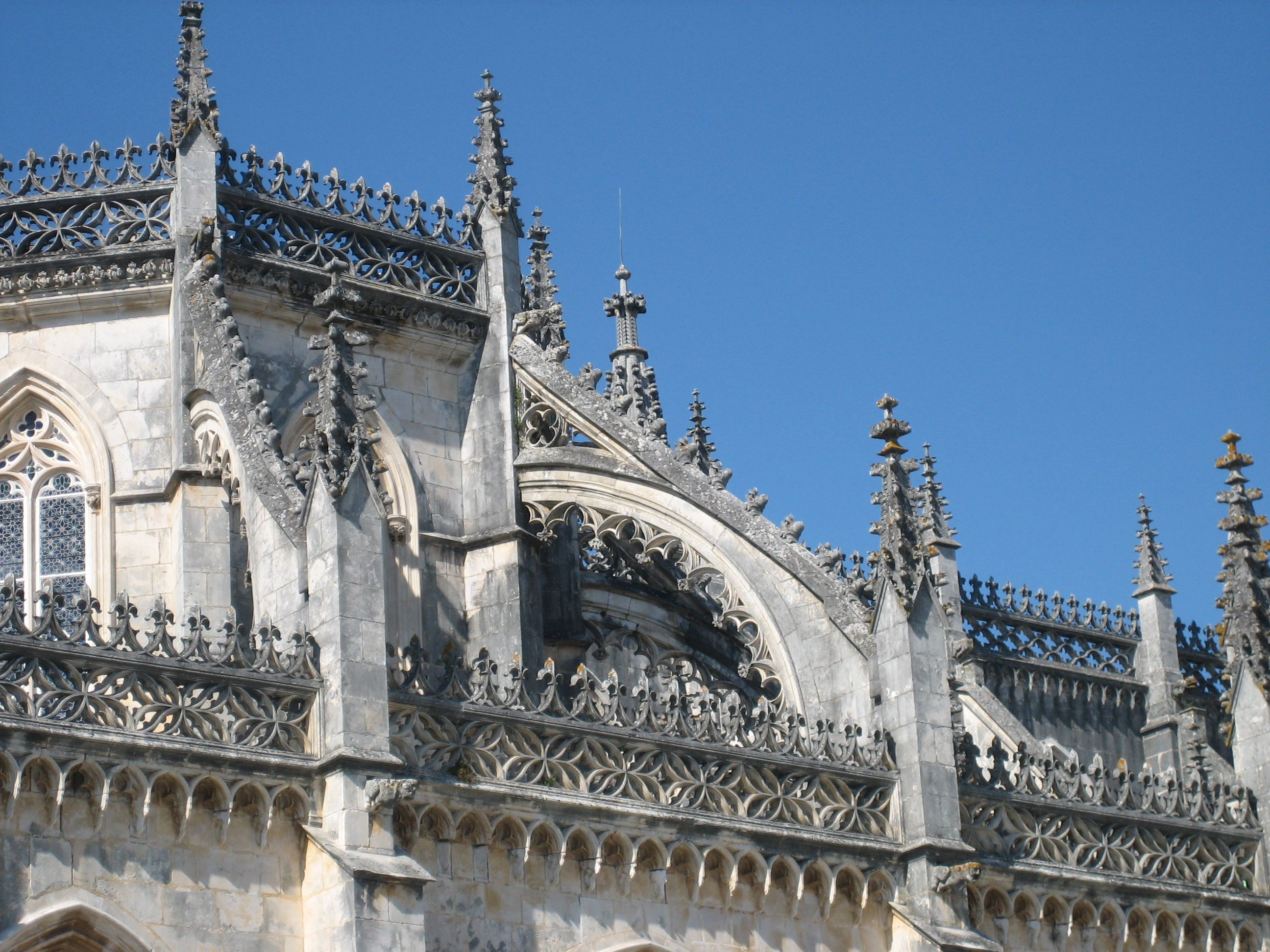
Détail du toit

Au début des travaux, on construisit un petit temple dont les vestiges étaient encore visibles au début du XIXe siècle. C'est dans ce modeste édifice - Santa Maria-a-Velha - désigné aussi par Igreja Velha (Église Vieille), que l'on célébrait la messe, pour soutenir les ouvriers du chantier. Les premiers dominicains s'y installent dès 1388.
On sait que l'église, le cloître et les dépendances monastiques, ainsi que la salle du Chapitre, la sacristie, le réfectoire et les annexes correspondent au projet initial. L'ensemble rappelle celui du monastère d'Alcobaça. La chapelle du fondateur, chapelle funéraire, sera ajoutée par le roi Jean Ier. Quant à la rotonde funéraire, communément désignée par le nom de chapelles imparfaites, elle est de l'initiative du roi Édouard Ier de Portugal.
Commencés par l'architecte portugais Afonso Domingues, les travaux sont repris par David Huguet qui, de 1402 à 1438, érige dans le style gothique flamboyant la chapelle du fondateur où repose Jean Ier, sa femme Filipa de Lancastre et ses fils. La mort l'empêche de terminer le panthéon octogonal du roi Édouard Ier. 
Le cloître mineur et les dépendances adjacentes seront ajoutées par Alphonse V de Portugal. Pendant son règne (1438-1481), l'architecte portugais Fernao d'Évora édifie le cloître dit « Alphonse V » dans un style très sobre. 
Il est à noter que Jean II de Portugal, se désintéressa du projet. C'est Mateus Fernandes le Vieux, l'un des maîtres de l'art manuélin, qui réalise ensuite les remplages des arcades du cloître royal, en collaboration avec le célèbre Boytac, et poursuit l'édification des chapelles de l'octogone. Il fallut attendre Manuel Ier pour que le monastère retrouve les faveurs royales et ce jusqu'en 1516-1517, année où est privilégié le monastère des Hiéronymites. Les chapelles de l'octogone resteront ainsi définitivement inachevées. La construction se sera prolongée durant le règne de sept rois. 
Le monastère fut restauré au XIXe siècle, sous la direction de Luís Mouzinho de Albuquerque. Il s'inspira pour cela des gravures de Thomas Pitt, voyageur anglais qui traversa le Portugal, à la fin du XVIIIe siècle, faisant connaître à toute l'Europe le monastère. Lors de cette restauration, deux cloîtres, proches des chapelles imparfaites, furent détruits. Le pays connaissant alors une disparition des ordres religieux, les travaux tendirent à effacer les symboles religieux, afin de faire du monastère un symbole glorieux de la dynastie des Avis. C'est de cette époque que date l'actuelle configuration de la chapelle du Fondateur et la popularité du nom de monastère de Batalha (en hommage à la bataille d'Aljubarrota).

## Dimensions de l'église
- longueur intérieure : 83 m
- largeur intérieure : 22 m
- hauteur de la nef centrale : 32,5 m

## Personnes inhumées
1. Jean Ier de Portugal (11 avril 1358 - 14 aout 1433)  (fils de Pierre Ier de Portugal)
2. Philippa de Lancastre (31 mars 1359 - 19 juillet 1415)  (épouse de Jean Ier de Portugal)
3. Infant Pierre de Portugal (1392-1449) (1392 - 20 mai 1449)  (fils de Jean Ier de Portugal)
4. Isabelle d'Urgell (1409-1459)  (épouse de Pierre de Portugal)
5. Infant Henri le Navigateur, explorateur (4 mars 1394 - 13 novembre 1460)  (fils de Jean Ier de Portugal)
6. Infant Jean de Portugal (3e connétable de Portugal) (13 janvier 1400 - 18 octobre 1442)  (fils de Jean Ier de Portugal)
7. Isabelle de Bragance (1402-1465)  (épouse de Jean de Portugal (3e connétable de Portugal))
8. Infant Ferdinand de Portugal (1402-1443) (29 septembre 1402 - 5 juin 1443)  (fils de Jean Ier de Portugal)
9. Édouard Ier de Portugal (31 octobre 1391 - 9 septembre 1438)  (fils de Jean Ier de Portugal)
10. Aliénor d'Aragon (1402-1445) (1er février 1402 - 19 février 1445)  (épouse de Édouard Ier de Portugal)
11. Alphonse V de Portugal (15 janvier 1432 - 28 aout 1481)  (fils de Édouard Ier de Portugal)
12. Isabelle de Coimbra (1er mars 1432 - 2 décembre 1455)  (1re épouse de Alphonse V de Portugal)
13. Jean II de Portugal (3 mars 1455 - 25 octobre 1495)  (fils de Alphonse V de Portugal)
14. Infant Alphonse de Portugal (1475-1491) (18 mai 1475 - 13 juillet 1491)  (fils de Jean II de Portugal)